# Suberites paradoxus
Suberites paradoxus är en svampdjursart som beskrevs av Wilson 1931. Suberites paradoxus ingår i släktet Suberites och familjen Suberitidae. Inga underarter finns listade i Catalogue of Life.